# Ilma Julieta Urrutia Chang
Ilma Julieta Urrutia Chang là người giữ danh hiệu Hoa hậu Quốc tế năm 1984.

## Các cuộc thi sắc đẹp
Ilma đại diện Guatemala ở cuộc thi Hoa hậu Hoàn vũ 1984 được tổ chức tại Miami, Florida, Hoa Kỳ nơi cô được chọn là một trong 10 người đẹp nhất cuộc thi.
 
Ngày 30 tháng 10 năm 1984 cô trở thành người Guatemala đầu tiên đăng quang ngôi vị Hoa hậu Quốc tế 1984 trong đêm chung kết được tổ chức tại Kanagawa Prefectural Civic Hall, Yokohama, Nhật Bản.